# Casa de Josefa Botella Segarra
La Casa de Josefa Botella Segarra es un inmueble de estilo art decó situado en la calle General Chacel, Ensanche Modernista de la ciudad española de Melilla que forma parte del Conjunto Histórico Artístico de la Ciudad de Melilla, un Bien de Interés Cultural.

## Historia
Concedido el solar 143 del Barrio Reina Victoria el 23 de octubre de 1907 a Antonio Cortiles Basalga, este obtiene el permiso el 7 de marzo de 1908 y construye un edificio de planta baja y alta, al que se le añaden cuartos en lo extremos de la azotea, el 5 de mayo de 1925 Enrique Nieto proyecta un mirador acristalado, en junio de 1929 se reforman los cuartos de la azotea,  en 1936 se reforma y ampliado en dos plantas y otra retranqueada según proyecto del arquitecto Enrique Nieto entre 1935, visado el 17 de junio por Francisco Hernanz y 1936, 16 de marzo, mes en el que se construyen más cuartos en al azotea.

## Descripción

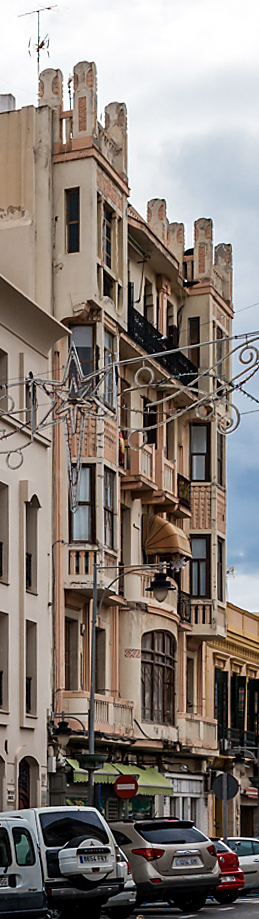

Está construido con paredes de mampostería de piedra local y ladrillo macizo, con vigas de hierro y bovedillas del mismo ladrillo para los techos y dispone de planta baja, cuatro sobre esta y otra retranqueada.
Su única fachada presenta una composición un tanto similar a la derribada Casa Paraíso, y basada en la Casa Lluís Ferrer Vidal y la Casa de Ignacio Coll, de Eduard Ferrés Puig, pues consta de unos bajos totalmente transformados, siendo el central el de ingreso al portal, sobre el que se sitúa un mirador, flanqueado por balconadas, situándose en la planta superior balcones y limitando la fachada  unos miradores d e tres plantas, que en su última se vuelven cuadrados y mayores  austeros, contando esta también con una balconada, en la que la pilastras dan paso a la cornisa que termina en los pináculos y la balaustrada.